# Žamboši
Žamboši jsou česká hudební skupina založená v roce 2002 okolo Jana Žambocha. Žánrově vychází z folku s přesahy do rocku a alternativy. V současnosti hraje v obsazení: Jan Žamboch (kytara), Stanislava Žambochová (akordeon) a Jiří Nedavaška (bicí). Za svá vydaná alba získali Žamboši třikrát cenu Anděl (2006, 2009 a 2018) v kategorii folk.

## Diskografie

### Řadová alba
- To se to hraje…, 2006
- Přituhuje, 2009
- Pól nedostupnosti, 2014
- Louvre, 2018 - dostupné k poslechu na Soundcloud
- Světlojemy, 2021

### Spoluúčasti
- Zahrada písničkářů, 2002 – sampler
- 50 miniatur, 2007 – sampler
- Ztracený ve světě: A Tribute to Oldřich Janota, 2009 – účast na tribute albu s písní Země Nikoho
- Bongo BonBoniéra, 2010 – účast na sampleru s písní Štěněcí
- Bongo BomBarďák, 2011 – účast na sampleru s písní Prázdninová

Žamboši také hostovali na albu Rozednívání písničkáře Arnošta Frauenberga (2007).

## Ocenění
- Anděl za album To se to hraje… (2006)
- Anděl za album Přituhuje (2009)
- nominace na Anděla za album Pól nedostupnosti (2014)
- Anděl za album Louvre (2018)